# Conjonctivite provoquée par les poussières de charbon
Les affections oculaires provoquées par les poussières de charbon sont reconnues comme maladies professionnelles dans certains pays.
Ce sujet relève du domaine de la législation sur la protection sociale et a un caractère davantage juridique que médical.

## Législation enFrance

### Régime général
| Fiche Maladie professionnelle | Fiche Maladie professionnelle | Fiche Maladie professionnelle |
| Ce tableau définit les critères à prendre en compte pour qu'une lésion oculaire provoquée par les poussières de charbon soit prise en charge au titre de la maladie professionnelle | Ce tableau définit les critères à prendre en compte pour qu'une lésion oculaire provoquée par les poussières de charbon soit prise en charge au titre de la maladie professionnelle | Ce tableau définit les critères à prendre en compte pour qu'une lésion oculaire provoquée par les poussières de charbon soit prise en charge au titre de la maladie professionnelle |
| Régime Général. Date de création : 18 janvier 1995 | Régime Général. Date de création : 18 janvier 1995 | Régime Général. Date de création : 18 janvier 1995 |
| Tableau No 93 RG | Tableau No 93 RG | Tableau No 93 RG |
| Lésions chroniques du segment antérieur de l'œil provoquées par l'exposition à des particules en circulation dans les puits de mine de charbon                                      | Lésions chroniques du segment antérieur de l'œil provoquées par l'exposition à des particules en circulation dans les puits de mine de charbon                                      | Lésions chroniques du segment antérieur de l'œil provoquées par l'exposition à des particules en circulation dans les puits de mine de charbon                                      |
| --- | --- | --- |
| Désignation des Maladies | Délai de prise en charge | Liste limitative des principaux travaux susceptibles de provoquer ces maladies |
| Conjonctivite chronique ou blépharoconjonctivite chronique. | 90 jours (sous réserve d'une durée d'exposition de 2 ans) | Travaux dans les puits de retour d'air des mines de charbon |
| Date de mise à jour : | | |